# El techo de cristal
El techo de cristal és un thriller de misteri estrenat en 1971. Dirigida per Eloy de la Iglesia es tracta de la seva quarta pel·lícula després de Fantasía...3 (1965), Algo amargo en la boca (1969) i Cuadrilátero (1970). Destaca per ser el primer èxit comercial en la carrera del director: més d'un milió d'espectadors van veure la pel·lícula en cinema. El seu repartiment, encapçalat per Carmen Sevilla i Patty Shepard, compta amb prestigiosos secundaris com Encarna Paso, Fernando Cebrián o Emma Cohen.

## Argument
Marta (Sevilla) és una jove dona casada que viu una vida avorrida amb l'única companyia de la seva gata Fedra. Sol passar llargues temporades sola pel fet que el seu marit, Carlos (Cebrián), té freqüents viatges per causa del treball. Com que resideix en un complex als afores de Madrid tampoc té moltes ocasions de relacionar-se més enllà d'algunes esporàdiques visites. Aquesta atonia canviarà quan comenci a escoltar unes trepitjades i sorolls estranys sobre el sostre del seu apartament procedents del pis de la seva veïna Julia (Shepard). Julia, una jove sexy, es troba en una situació similar a la de Marta amb un marit, Victor, escassament present a casa.
Amb el pas dels dies, davant l'absència de notícies de Victor, Marta comença a pensar que la seva veïna Julia li ha fet algun mal o, potser, assassinat. Començarà a investigar a la seva veïna per a confirmar les seves sospites i aviat descobrirà que ningú de la urbanització va veure sortir a Victor d'aquesta. Un altre aspecte que reforçarà les seves sospites és que Julia li demana que li guardi alguns paquets en el congelador a pesar que el que té a casa funciona correctament.
En una visita que Marta rep de la seva amiga Rita (Paso), qui acudeix amb la seva filla Yolanda (Cealot), aquesta li confessa les seves sospites que la veïna ha assassinat al seu marit amb l'ajuda d'un amant. En sortir de l'apartament Rita i Yolanda es troben casualment amb Julia i la nena, de forma imprudent, li pregunta si té un amant, ja que Marta així ho creu.
El complex residencial està regit per un jove casolà, Ricardo (Selmier), qui també es dedica a l'escultura i a la criança de porcs i gossos. Manté una relació sense compromís amb Rosa (Cohen), la jove filla d'un granger pròxim, que cada matí acudeix a vendre llet. No obstant això, gradualment, es veu atret per Marta. Una situació semblant li succeeix a Pedro (Blanco), un venedor d'ultramarins, qui sembla mantenir una relació amb Julia. Quan Marta rebutja amb fermesa les seves insinuacions Pedro l'amenaça. Mentrestant una persona està espiant i fotografiant a Marta, Julia i Rosa. Marta accepta acompanyar a Ricardo en un passeig a cavall pels voltants i li comenta les sospites que manté sobre la seva veïna.

## Repartiment
- Carmen Sevilla - Marta
- Dean Selmier - Ricardo
- Patty Shepard - Julia
- Fernando Cebrián - Carlos
- Encarna Paso - Rita
- Rafael Hernández - Padre
- Javier de Campos - Empleado
- Patricia Cealot - Yolanda
- Hugo Blanco - Repartidor
- Emma Cohen - Rosa

## Producció
La pel·lícula es va rodar en localitzacions de Cubas de la Sagra (Madrid), Piedralaves (Ávila) i Madrid. Es va estrenar en cinemes de Regne Unit (amb el nom de The Glass Ceiling), Hongria (Üvegtető) i els Estats Units (Glass Ceiling). Produïda per Fono España, companyia que tenia llarga experiència en sonorització de pel·lícules com Esa pareja feliz (1953), El pisito (1959), El padre Manolo (1967) o Canciones para después de una guerra (1976), malgrat el seu èxit en taquilla va ser l'única producció del seu catàleg.

## Recepció
A causa de la seva temàtica, mescla de thriller, drama i pel·lícula de terror, El techo de cristal va contribuir notablement a canviar la percepció que el públic tenia sobre Carmen Sevilla. Fins llavors Sevilla havia interpretat principalment papers ingenus. Amb aquest rol va aconseguir el premi com a millor actriu del Cercle d'Escriptors Cinematogràfics en 1971 i va quedar en segon lloc en els premis Fotogrames de Plata 1972. La pròpia Carmen Sevilla, en un homenatge tributat a Eloy de la Iglesia en el Festival de Cinema de Sant Sebastià en 1996, recordà El techo de cristal com "la pel·lícula més bonica que he fet mai".

## Premis
Medalles del Cercle d'Escriptors Cinematogràfics
| Categoria     | Nominats       | Resultat   |
| ------------- | -------------- | ---------- |
| Millor actriu | Carmen Sevilla | Guanyadora |